# Haiti nos Jogos Olímpicos de Verão de 1924
O Haiti competiu nos Jogos Olímpicos de Verão de 1924 em Paris, França. A delegação do país consistiu em dois oficiais e onze competidores. Dos competidores quatro eram atletas e sete eram atiradores. Um dos atletas e dois dos atiradores acabaram sem competir em qualquer evento. Os dois oficiais da delegação foram V. Pasquet e o Secretário-Geral do Comitê Olímpico Haitiano, Henec Dorsinville. O Haiti ganhou sua primeira medalha olímpica nesses Jogos, um bronze na prova de Carabina por equipes..

## Medalhistas
Bronze
- Ludovic Augustin, L. H. Clermont, Destin Destine, C. Dupre, Eloi Metullus, Astrel Rolland, Ludovic Valborge — Tiro

## Resultados

### Atletismo
100m masculino
- V.A. Theard
  - Primeira Rodada — 3º em sua bateria (→ não avançou)

200m masculino
- V.A. Theard
  - Primeira Rodada — 1º em sua bateria
  - Quartas-de-final — 4º em sua bateria (→ não avançou)

400m masculino
- E.B. Armand
  - Round 1 — 4º em sua bateria (→ não avançou)
- V.A. Theard
  - Primeira Rodada — Não começou

800m masculino
- E.B. Armand
  - Primeira Rodada — Não começou

1.500m masculino
- E.B. Armand
  - Primeira Rodada — Não começou

Salto em altura masculino
- Silvio Cator
  - Primeira Rodada — 1,75 m (→ não avançou)

Salto em distância masculino
- E.B. Armand
  - Primeira Rodada — Não começou
- Silvio Cator
  - Primeira Rodada — 6,81 m (→ não avançou)

Salto com vara masculino
- L. Dejoie
  - Primeira Rodada - Não começou

Pentatlo masculino
- Silvio Cator — Não começou

Decatlo Masculino
- E.B. Armand
  - 100 metros — 11.6 s, 762 points
  - Salto em distância — 6,385 m, 702.325 pontos
  - Arremesso de peso — 8,65 m, 331 pontos
  - Salto em altura — 1,6 m, 538 pontos
  - 400 metros — 53 s, 819.52 pontos
  - 110 metros com barreiras — 19 s, 620 pontos
  - Lançamento de disco — 21,885 m, 113.65 pontos
  - Salto com vara — 3,20 m, 595 pontos
  - Lançamento de dardo — Inválido, 0 pontos
  - 1500 metros — 4:42.4, 726.40 pontos
  - Total: 5207.895 pontos (→ 23º lugar)
- L. Dejoie — Não começou

### Tiro
Carabina 600 m masculino
- Ludovic Augustin — 91 pontos (→ 5º lugar)
- Ludovic Valborge — 90 pontos (→ Empatou no 6º lugar)
- Destin Destine — 86 pontos (→ Empatou no 10º lugar)
- Astrel Rolland — 85 pontos (→ 13º lugar)

Carabina por equipe masculino
- Ludovic Augustin — 400 m: 48 points; 600 m: 44 points; 800 m: 43 points — 135 points, 4th place
- Astrel Rolland — 400 m: 48 points; 600 m: 42 points; 800 m: 39 points — 129 points, 15th place
- Ludovic Valborge — 400 m: 49 points; 600 m: 43 points; 800 m: 36 points — 128 points, tied for 16th place
- Destin Destine — 400 m: 47 points; 600 m: 45 points; 800 m: 36 points — 128 points, tied for 16th place
- Saint Eloi Metullus — 400 m: 48 points; 600 m: 46 points; 800 m: 32 points — 126 points, tied for 23rd place
- L. H. Clermont — Did not start
- C. Dupre — Did not start

- Total: 646 points  (→ 3rd place)